# Nu farväl, vårt fosterland
Nu farväl, vårt fosterland är en psalm med text skriven av Claus Frimann och översattes till svenska av Johan Olof Wallin.
|  |
|  |

## Publicerad i
- 1819 års psalmbok som nr 371 under rubriken "Kristligt sinne och förhållande".[1]